# Los Jaivas
Los Jaivas är en chilensk folklore/rockgrupp. De är mycket populära i Latinamerika för sin blandning av progressiv rock och latinamerikanska rytmer, och anses vara Chiles viktigaste rockmusiker genom tiderna.

## Historia
Gruppen bildades 1963 i Viña del Mar, Chile som The High & Bass fram till 70-talet och är fortfarande aktiva.
De har sjungit sånger som ursprungligen var dikter av bland annat Pablo Neruda. De har också modifierat låtar av Violeta Parra.
1972 kom deras stora genombrott med singeln Todos Juntos som handlar om enighet och fred mellan människorna på jorden.

## Diskografi
- El Volantín 1971
- Todos juntos 1972
- Palomita blanca (Soundtrack) 1973 (Släppt 1995)
- Sueños de América 1974
- Los Jaivas (El indio) 1975
- Canción Del Sur 1977
- Mambo de Machaguay (Kompilation) 1978
- Alturas de Machu Picchu (baserad på Pablo Nerudas text om Machu Picchu) 1981
- Aconcagua 1982
- En Argentina (Live) 1983
- Obras de Violeta Parra 1984
- Si tu no estás 1989
- Hijos de la Tierra 1995
- Trilogia: El Rencuentro 1997
- Mamalluca 1999
- En El Bar-Restaurant Lo Que Nunca Se Supo (Kompilation) 2000
- Los Jaivas En Concierto: Gira Chile 2000 (Live) 2000
- Arrebol 2001
- Obras Cumbres (Kompilation) 2003
- La Vorágine I, Pan Negro (Improvisationet 1969-70) 2003
- La Vorágine II, La Reforma (Improvisationer 1969-70) 2003
- La Vorágine III, El Tótem (Improvisationer 1969-70) 2003
- La Vorágine IV, Mucha Intensidad (Improvisationer 1969-70) 2003
- La Vorágine V, ¿Qué Hacer? (Improvisationer 1969-70) 2003
- Serie de Oro: Grandes Exitos (Kompilation) 2004